# Balder

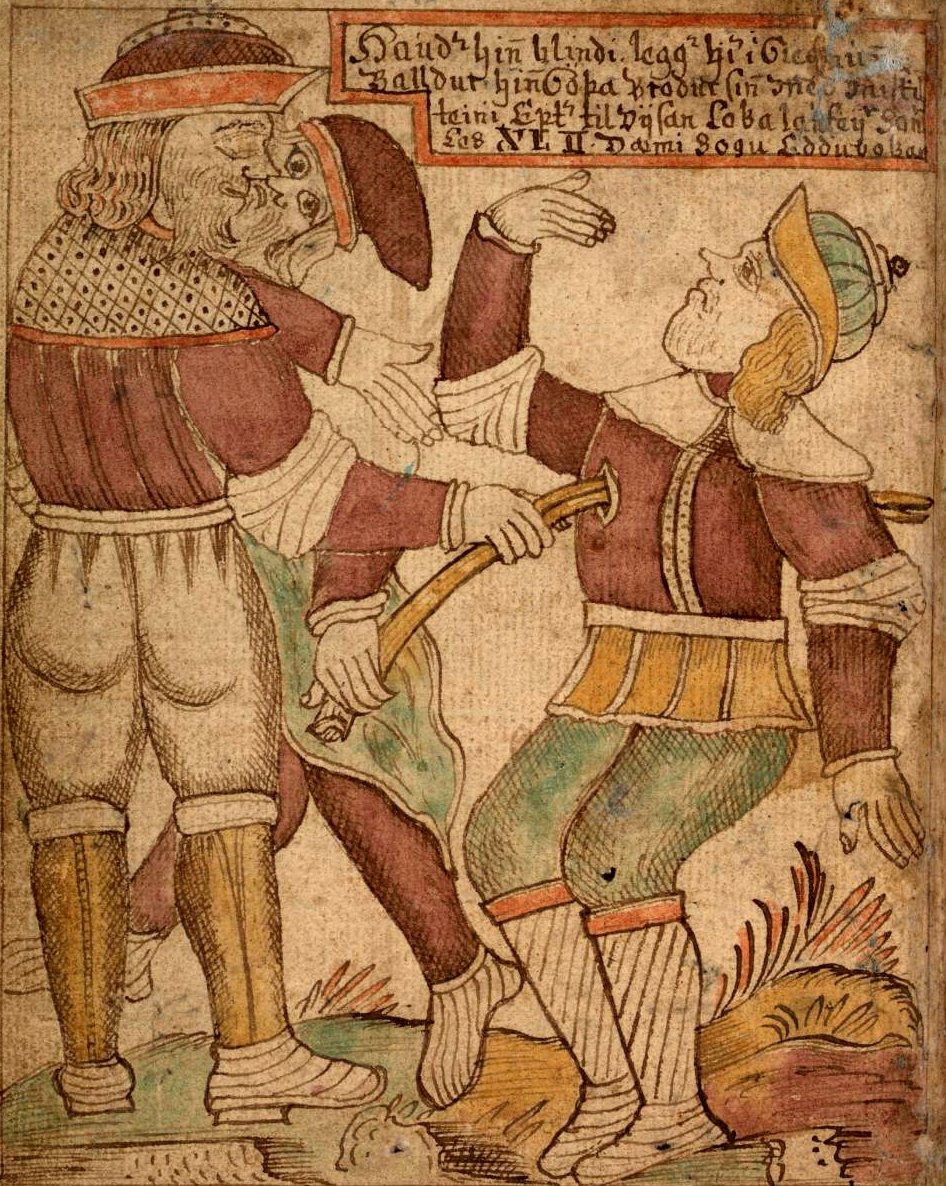
Balder wird unter Lokis Anleitung von Hödur mit einem Mistelzweig getötet. Aus einer isländischen Handschrift des 18. Jahrhunderts

Balder (altnordisch baldr, altenglisch Bældæg, althochdeutsch Balder, Palter, isländisch Baldur, zu urgermanisch Nom. Sg. *balđraz „Herr, Held, Fürst“, auch „Der Leuchtende“) ist ein Gott in der germanischen Mythologie. Eine konkrete Funktion bei der rituellen Kultpraxis in den germanischen Religionen ist ungewiss und wird in der germanistischen Forschung kontrovers diskutiert.
Balder ist nach der Prosa-Edda des Isländers Snorri Sturluson ein Sohn des Odin und der Frigg, somit Bruder von Hödur und Hermodr.
Mit seiner Gattin Nanna hat er den Sohn Forseti.

## Mythos
Balder gilt als der friedlichste und reinste der asischen Götter. Die gesamte Schöpfung bewundert seine leuchtende Schönheit sowie seine Barmherzigkeit und Weisheit.  
Mit seiner Frau lebt Balder in Breidablik, einem himmlischen Ort in Asgard, zu dem kein Unrecht Zutritt hat, und er besitzt ein Schiff namens Ringhorn. Eines Tages träumt Balder von seinem eigenen Tod, woraufhin seine Mutter Frigg zu jedem Tier und zu jeder Pflanze geht und sie auffordert, einen Eid abzulegen, dass sie Balder nicht verletzen werden. Nur der junge Mistelzweig scheint Frigg zu jung zu sein, als dass sie von ihm einen Eid abnehmen sollte. Es kommt zu einem Spiel der Asen, bei welchem sie den nunmehr unverwundbaren Balder mit Speeren, Steinen und anderen Waffen beschießen, ohne dass Balder etwas geschieht. Der neidische Loki nutzt es aus, dass die Mistel keinen Eid abzulegen brauchte, und gibt Balders blindem Bruder Hödur einen Mistelzweig und bedeutet ihm, damit zu schießen. Der Zweig trifft Balder, und der Gott sinkt tot zusammen.
Der Leichnam wird auf Balders Schiff Ringhorn aufgebahrt, das nur die Riesin Hyrrokkin ins Wasser stoßen kann. Unter der Wucht des Stoßes fangen die Rollen, auf denen das Schiff stand, Feuer und entzünden den Leichnam. Thor segnet den Leichenbrand mit seinem Hammer Mjölnir. Sein Vater Óðinn gibt den Ring Draupnir mit auf Balders letzte Fahrt gen Helheim. Balders Gattin Nanna stirbt während der Bestattungsfeierlichkeiten an gebrochenem Herzen und wird zusammen mit Balder verbrannt.
Hermodr versucht seinen Bruder aus dem Reich der Toten zurückzuholen. Die Herrin der Toten Hel entlässt Balder aber erst, wenn alle Dinge ihm nachweinen. Die Asen schicken Boten in alle Welt und erreichen, dass alle Lebewesen und sogar Steine und Metalle um Balder trauern. Nur Loki, in Gestalt der Riesin Þökk, verweigert ihnen den Gefallen. Folglich wird Balder die Rückkehr nach Asgard verweigert.
Später versöhnen sich Balder und Hödur miteinander und kehren nach Ragnarök einträchtig bei der Entstehung eines neuen Weltgebäudes zurück. Der Tod des Balder war aber nur der Anfang seiner Reise und sollte nicht sein Ende gewesen sein. In der epischen Schlacht am Tag des Ragnarök zerstörten sich Götter, Riesen, Mensch und Monster gegenseitig und weihten die Welt dem sicheren Untergang. Doch es wurde auch prophezeit, dass die Lichtgestalt Balder am Ende des Ragnarök aus dem Totenreich wiederkehren und mit seinem Glanz das Zeitalter einer neuen Welt einleiten werde.
In dieser neuen Welt sollte es weder Verrat noch Lüge oder Mord geben. Ebenso wurde prophezeit, dass ein Herrscher kommen würde, dessen alleinige Macht über alles gebieten solle. Ob hiermit das Christentum gemeint war, ist Spekulation – dennoch wird diese These heute immer noch unter Geschichtswissenschaftlern diskutiert.
Neuere Textuntersuchungen der Quellen und Vergleiche mit Darstellungen auf völkerwanderungszeitlichen Brakteaten lassen vermuten, dass in einer älteren Version der blinde Odin seinen Lieblingssohn tötete und so zu sich nahm. Die Darstellung in der Völuspá und bei Snorri sei eine humanisierte Fassung, in der Odin, der vorher in der Maske des Hödur auftrat, später von ihm geschieden wurde.
Das Spiel der Asen, auf Balder zu schießen, soll die alte mythische Formel einer rituellen Gemeintötung zum Opfer für das Gedeihen alles Lebendigen darstellen.

## Deutung
Mit der Lichtgestalt Balder verschwinden Glück und Schönheit aus der Welt, womit das Götterende (auch Schicksal der Götter, Götterdämmerung oder Götternacht) Ragnarök näher rückt. Da Balder die Personifizierung der Sonne ist, steht sein Tod auch mit den Sonnenwenden in Verbindung. Balder wird zum Zeitpunkt scheinbarer Unverwundbarkeit getötet, wie auch die Sonne am Tag ihrer längsten Leuchtkraft – dem 21. Juni, der Sommersonnenwende – an Kraft verliert und dadurch die Tage wieder kürzer werden. Ab der Wintersonnenwende werden die Tage wieder länger. Die Sonne kommt wieder zu Kräften, was Balders kommende Wiedergeburt ankündigt.
Anfang des 20. Jahrhunderts kam die Deutung J. Frazers in Mode, dass es sich bei Balder um einen Vegetationsgott gehandelt habe, dessen Tod notwendig gewesen sei, um die Fruchtbarkeit aufrechtzuerhalten. Frazer fand viele Anhänger, jedoch wird seine Theorie heute nicht mehr vertreten. Der Grund hierfür liegt darin, dass Frazer sich wenig um die Quellen kümmerte. Balder wird in ihnen nirgends mit der Vegetation in Verbindung gebracht. Der Baldermythos ist in der Völuspá, der Seherin Gesicht eindrücklich geschildert.
Schon in den isländischen Quellen der Lieder-Edda (Vegtamskvidha) trägt Balder Wesenzüge von Christus. Er gilt als der Friedliche, Empfindsame und als Verkörperung der Unschuld und Reinheit. Mit seinem Tod gehen dem nordischen Götterhimmel diese wichtigen Wesenzüge verloren, woraufhin der Weg zur Götterdämmerung vorgezeichnet ist.

## Moderne Rezeption
Das vorgeschlagene Archaeenphylum „Baldrarchaeota“ aus der Gruppe der Asgard-Archaeen soll nach Balder benannt werden.